# Katma
Katma (kurdisch: Qitmê; arabisch قطمة, DMG Qaṭma, auch Qatmah) ist ein Dorf im Nordwesten von Syrien nahe der türkischen Grenze. Der Ort wird überwiegend von Kurden bewohnt.

## Lage
Katma liegt im Gouvernement Aleppo auf 620 Meter Höhe etwa 45 Kilometer nordwestlich von Aleppo, halbwegs und etwas nördlich der Straße zwischen Afrin und Azaz.

## Bevölkerung
Katma hat etwa 5000 bis 6000 Einwohner (Stand 2006), die überwiegend Sunniten und Jesiden sind. Im Dorf gibt es eine Moschee. In der Nähe des Dorfes befinden sich zwei heilige Stätten.

## Wirtschaft
Die Landwirtschaft ist die Haupteinnahmequelle der Dorfbevölkerung. Hauptsächlich werden dort Oliven, Getreide, Kichererbsen und Weintrauben angebaut, außerdem Feigen, Kirschen und weitere Obstsorten. Die Landwirtschaft wird fast nur noch maschinell betrieben. Es gibt viele Landwirtschaftsmaschinen, wie zum Beispiel Traktoren und Mähdrescher. Sehr wichtig ist, dass im Dorf Oliven in eigenen Olivenpressen gepresst werden. Im Dorf befinden sich einige Restaurants, die Räumlichkeiten für Hochzeiten etc. anbieten.

## Verkehr
Im Dorf gibt es eine Eisenbahnstation. Sie verbindet Aleppo mit der ersten türkischen Stadt nördlich der Grenze İslahiye.

## Bildung
Die Analphabetenrate ist auf ein Minimum reduziert, nur alte Leute können nicht lesen und schreiben. Die erste Schule in Katma wurde Mitte der 1940er Jahre gegründet. Damals gab es nur einen Lehrer, der drei/vier Klassen unterrichtete. Zurzeit gibt es Schulbildung bis zur 9. Klasse. Die Schule unterrichtet einige 100 Schüler. Es wird Arabisch, Englisch und Französisch gelehrt. 